# Associazione Sportiva Solbiatese 1969-1970
Questa voce raccoglie le informazioni riguardanti l'Associazione Sportiva Solbiatese nelle competizioni ufficiali della stagione 1969-1970.

## Rosa
| N. |                   | Ruolo | Calciatore            |
| -- | ----------------- | ----- | --------------------- |
|    | Italia (bandiera) | D     | Mario Barbaresi       |
|    | Italia (bandiera) | C     | Bruno Beatrice        |
|    | Italia (bandiera) | C     | Loris Boni            |
|    | Italia (bandiera) | C     | Franco Bonifacio      |
|    | Italia (bandiera) | P     | Leonorio Borghese     |
|    | Italia (bandiera) | C     | Ididoro Brusatelli    |
|    | Italia (bandiera) | C     | Giancarlo Castiglioni |
|    | Italia (bandiera) |       | Cattaneo              |
|    | Italia (bandiera) | A     | Danilo Centazzo       |

| N. |                   | Ruolo | Calciatore         |
| -- | ----------------- | ----- | ------------------ |
|    | Italia (bandiera) | C     | Adelio Crespi      |
|    | Italia (bandiera) | A     | Renzo Dalle Crode  |
|    | Italia (bandiera) | C     | Roberto Dorini     |
|    | Italia (bandiera) | C     | Pietro Fagnani     |
|    | Italia (bandiera) | D     | Luciano Fiorin     |
|    | Italia (bandiera) | A     | Carlo Foglia       |
|    | Italia (bandiera) | A     | Natalino Gottardo  |
|    | Italia (bandiera) | C     | Salvatore Rampanti |
|    | Italia (bandiera) | P     | Roberto Simionato  |